# ダン・ギルモア

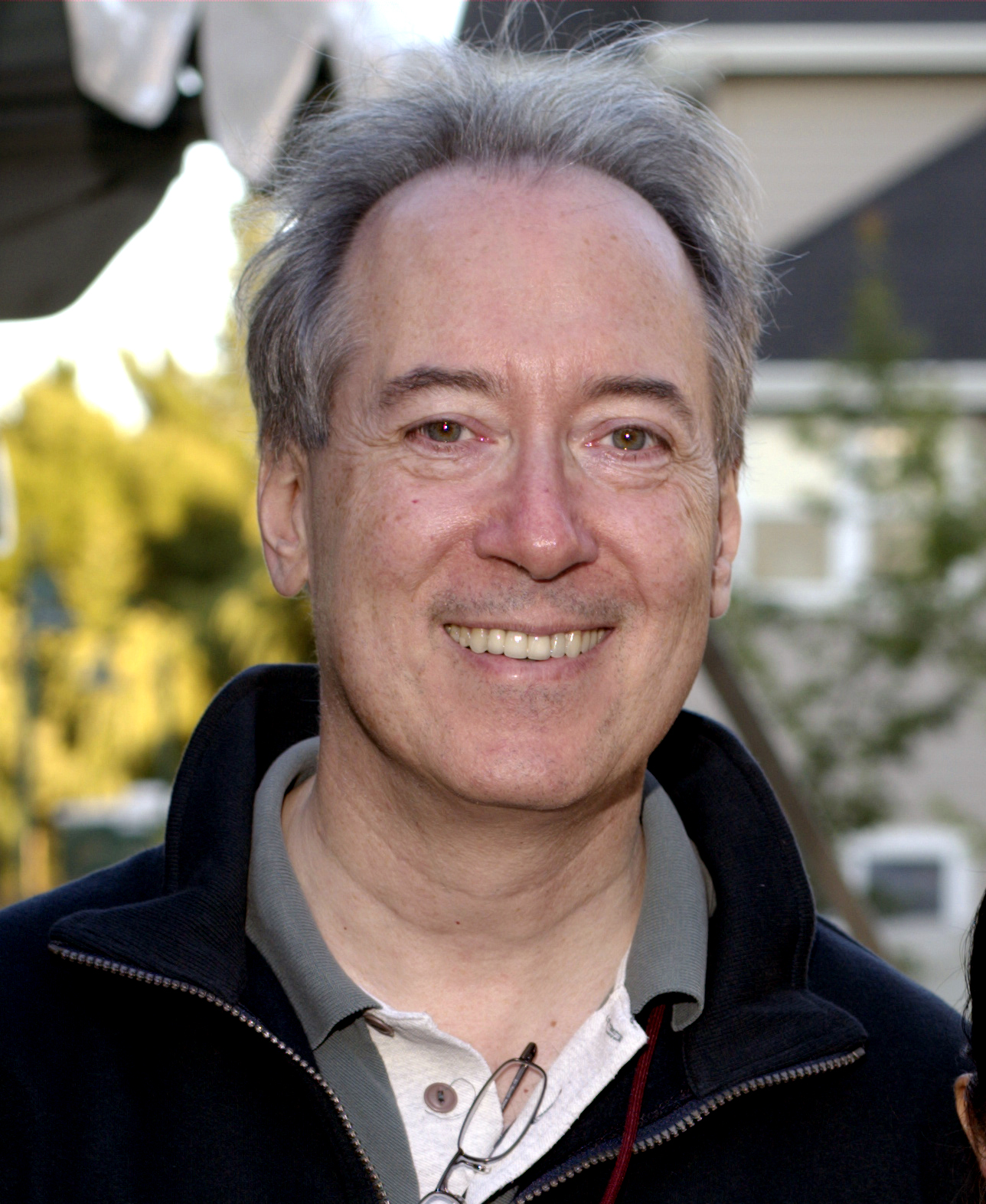
ダン・ギルモア（2005年）

ダン・ギルモア（Dan Gillmor）は、アメリカ合衆国のジャーナリスト、元サンノゼ・マーキュリー・ニュースのコラムニストで、著名なブロガーである。
著書に"We the Media"（ISBN 0-596-00733-7、日本語訳『ブログ 世界を変える個人メディア』）がある。